# エドワード・ベイツ

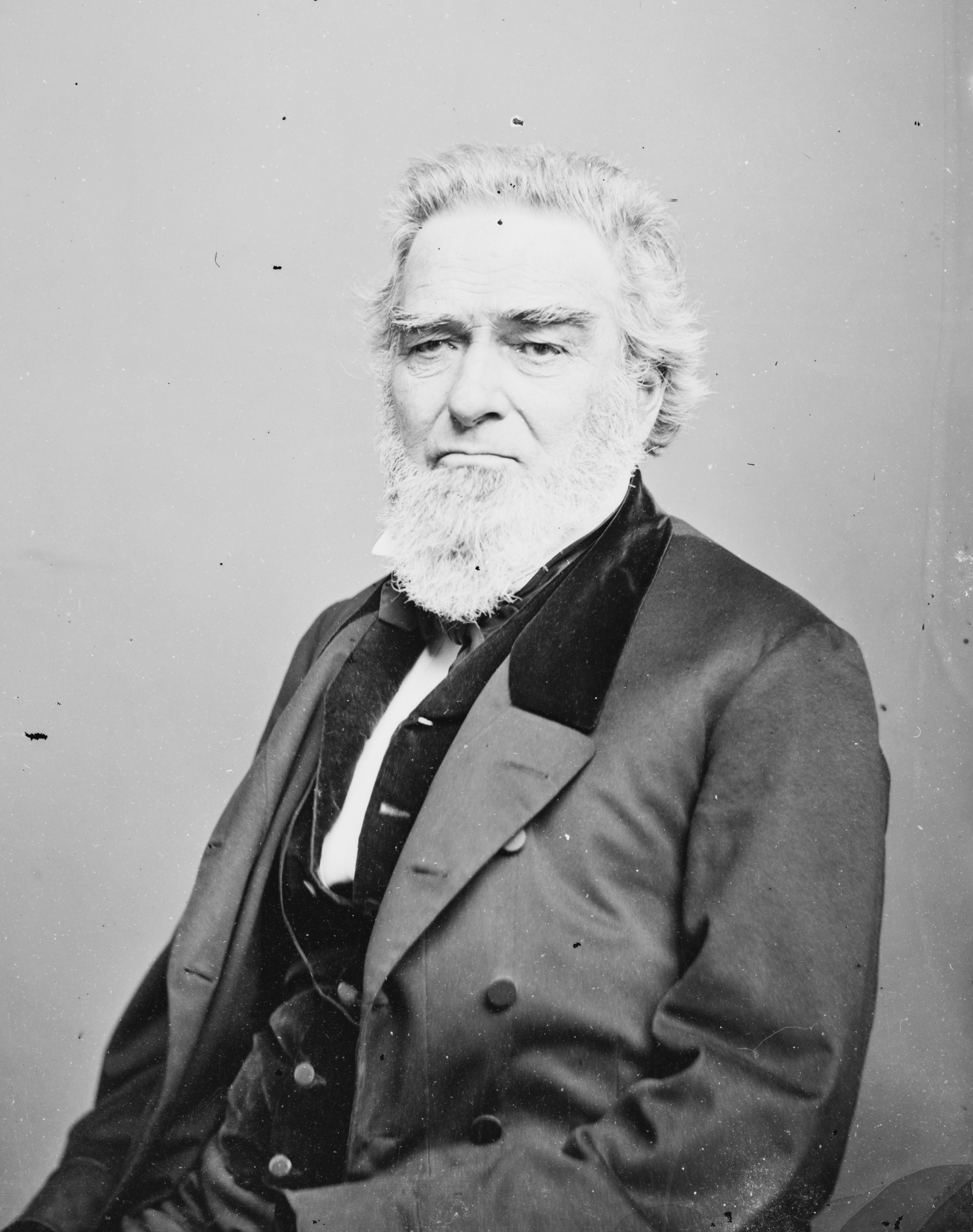
エドワード・ベイツ

エドワード・ベイツ（Edward Bates, 1793年9月4日 - 1869年3月25日）は、アメリカ合衆国の法律家、政治家。エイブラハム・リンカーン大統領の下で1861年から1964年まで第26代アメリカ合衆国司法長官を務めた。

## 生い立ちと初期の経歴
エドワード・ベイツは1793年9月4日にバージニア州ベルモントにおいてクエーカーの家系に生まれた。ベイツはメリーランド州シャーロットホールで初等教育を受け、最終的に家庭教師による指導を受けた。1812年、ベイツは海軍士官候補生として召集を受け、米英戦争に参加した。ベイツは1813年2月から10月にかけてバージニア州民兵に加わり、義勇兵旅団の軍曹としてノーフォークで活動した。
1814年、ベイツはミズーリ準州セントルイスへ移住した。ベイツは法律を学び、1817年に弁護士として認可を受けた。ベイツはセントルイス市内で弁護士業を開業し、1818年にセントルイス管区の地方検事に任ぜられた。ベイツは1820年に州検事となった後、1821年から1826年まで連邦地方検事を務めた。

## 政治活動

### ミズーリ州での活動と連邦議会
ベイツは1820年にミズーリ州憲法制定会議の代議員に選出され、政界へ足を入れた。同年、ベイツは州に昇格したミズーリにおいて初代の検事総長に就任した。1822年、ベイツはミズーリ州下院議員に選出された。
1826年、ベイツは国民共和党から連邦下院議員に選出された。ベイツは1827年から1829年まで1期2年を務めた。ベイツは1828年に2期目の選出を目指したが、失敗した。連邦下院議員退任後、ベイツは弁護士業へ復帰し、1831年から1835年までミズーリ州上院議員を務めた。ベイツは1835年に再びミズーリ州下院議員となった。その後ベイツは連邦上院議員に立候補したが、民主党のトマス・ハート・ベントンに敗れた。

### ホイッグ党から共和党へ
1840年代、ベイツはホイッグ党の中で大きな力のある政治家へと成長した。1850年、ミラード・フィルモア大統領はベイツに対して陸軍長官のポストを提示したが、ベイツはこれを辞退した。ベイツはセントルイスの土地裁判所で判事を務めた。
ベイツは1852年のホイッグ党全国大会において副大統領候補の1人として挙げられた。ベイツは党員による第1回で優勢だったものの、第2回投票でウィリアム・アレクサンダー・グラハムに敗れた。1856年、ベイツはホイッグ党全国大会で議長を務めた。
1850年代中葉にホイッグ党が解体すると、ベイツは共和党に加わった。ベイツは所有する奴隷を解放し、奴隷制への反対を主張した。ベイツはまた、カンザス・ネブラスカ法に反対した。1860年、ベイツは共和党全国大会において大統領候補の1人として挙げられた。ベイツは新しい領土における奴隷制拡張に反対し、あらゆる市民に対して憲法に規定される平等な権利が保障されるべきとの主張を掲げたが、その姿勢が境界州や南部保守派の反感を買った。最終的にベイツは党員投票によってエイブラハム・リンカーンに敗れたが、その後はリンカーンの支持に回った。

### リンカーン政権

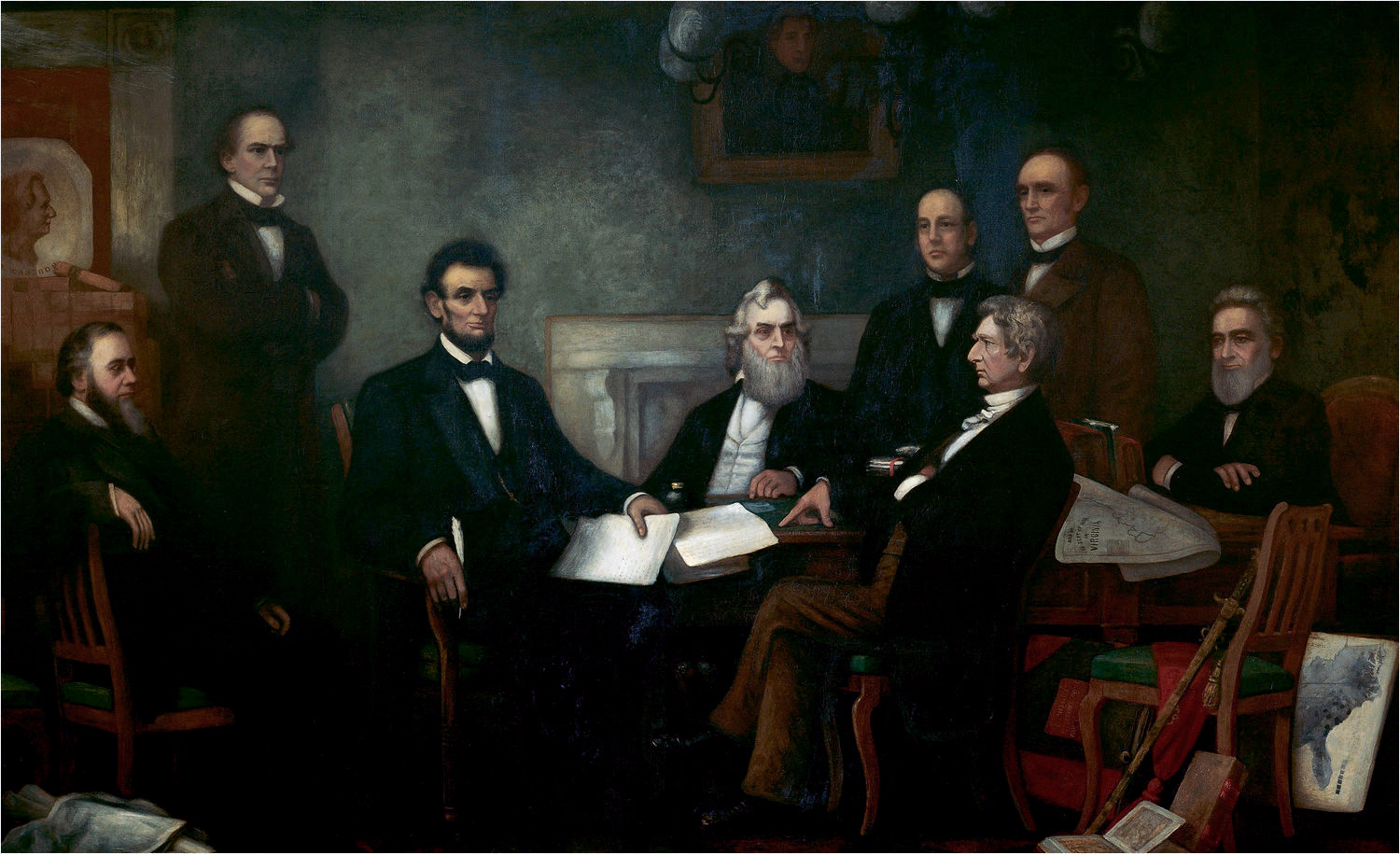
リンカーンが閣議を開き奴隷解放宣言の草稿を初めて読み上げているところ。右端がベイツ司法長官。

1860年の大統領選挙でエイブラハム・リンカーンが勝利を収めると、リンカーンはベイツを司法長官に起用した。ベイツは自由黒人はアフリカへ送り返されるべきだとの信念を持ち、その姿勢はたびたびリンカーン大統領との衝突を呼び起こした。ベイツはミズーリ川以西出身者として最初の閣僚経験者となった。ベイツは1864年11月に司法長官を辞任した。
ベイツはリンカーン政権において、穏健派の人物であった。ベイツは南北戦争に際して、「まもなく社会戦争になるだろう。言及するに及ばない恐怖が訪れるだろう。」と述べ、南部との軍事衝突に反対した。南北戦争中、ベイツは黒人連隊の採用に反対し、増長する共和党急進派に異を唱えた。
ベイツとリンカーンとの間には、戦後の南部の処遇について意見に相違があった。ベイツは広範な恩赦と財産権の回復を重視すべきと考えたが、リンカーンはインフラの急速な再建を第一と考えた。結局、ベイツはこの政策の対立により、1864年11月に司法長官を辞任した。

## 晩年
司法長官退任後、ベイツはミズーリ州へ帰郷した。ベイツは1869年3月25日にミズーリ州セントルイスで死去した。ベイツの遺体はセントルイス市内のベルファウンテン墓地に埋葬された。その後ベイツの遺体は別所へ移葬されたが、その場所は不明である。

## 家族
エドワード・ベイツの父親はアメリカ独立戦争でバージニア民兵に従軍したトマス・フレミング・ベイツ（Thomas Fleming Bates、1741-1805）、母親はカロライン・マチルダ・ウッドソン（Caroline Matilda Woodson、1751-1845）であった。両親はともに17世紀初頭にイングランドからバージニア植民地に入植した移民の子孫であった。
ベイツは1823年5月23日にジュリア・ダヴェンポート・コウルター（Julia Davenport Coalter、1807 - 1869）と結婚した。2人の間には以下の子供が生まれた。
1. ジョシュア・バートン・ベイツ（Joshua Barton Bates、1824 - 1892）
2. ホームズ・コウルター・ベイツ（Holmes Conrad Bates、1826 - 1827）
3. ナンシー・コウルター・ベイツ（Nancy Coalter Bates、1827 - 1872）
4. ファニー・ミーンズ・ベイツ（Fannie Means Bates、1829 - 1830）
5. マリア・フレミング・ベイツ（Maria Fleming Bates、1831-1832）
6. ジュリアン・ベイツ（Julian Bates、1833 -     1902）
7. フレミング・ベイツ（Fleming Bates、1834 - 1871）
8. リチャード・ベイツ（Richard Bates、1835 - 1879）
9. エドワード・ベイツ（Edward Bates、1838 - 1846）
10. マチルダ・ベイツ（Matilda Bates、1840 - ????）
11. コーラ・ウォートン・ベイツ（Kora Wharton Bates、1841 - 1842）
12. ジョン・コウルター・ベイツ（John Coalter Bates、1842 - 1919）
13. チャールズ・ウッドソン・ベイツ（Charles Woodson Bates、1844 - ????）
14. ベンジャミン・エドワード・ベイツ（Benjamin Edward Bates、1847 - 1848）
15. キャサリン・ハーパー・ベイツ（Catherine Harper Bates、1850 - 1850）
16. ジュリア・ベイツ（Julia Bates、1852 - 1854）
17. デイヴィッド・コウルター・ベイツ（David Coalter Bates、1856 - 1858）